# Ruchy lądotwórcze
Ruchy epejrogeniczne (lądotwórcze, powolne) – długotrwałe, pionowe ruchy skorupy ziemskiej powodujące wydźwignięcie lądu lub obniżanie dna oceanicznego, a właściwie ruchy wypiętrzające gotowy już blok kontynentalny. Powodują podnoszenie lub obniżanie lądów, a poprzez to transgresję (zalewanie) i regresję (cofanie się) mórz. Innym dowodem ich istnienia jest różna wysokość nad poziomem morza różnowiekowych teras morskich. Przyczyną tych ruchów są siły endogeniczne.